# Dekanat homelski rejonowy
Dekanat homelski rejonowy – jeden z dziesięciu dekanatów wchodzących w skład eparchii homelskiej i żłobińskiej Egzarchatu Białoruskiego Patriarchatu Moskiewskiego.

## Parafie w dekanacie
- Parafia św. Mikołaja Cudotwórcy w Babowiczach
  - Cerkiew św. Mikołaja Cudotwórcy w Babowiczach
- Parafia św. Kseni Petersburskiej w Balszawiku
  - Cerkiew św. Kseni Petersburskiej w Balszawiku
- Parafia św. Jana Teologa w Biarozkach
  - Cerkiew św. Jana Teologa w Biarozkach
- Parafia Wprowadzenia Najświętszej Maryi Panny do Świątyni w Cahielni
  - Cerkiew Wprowadzenia Najświętszej Maryi Panny do Świątyni w Cahielni
- Parafia Ikony Matki Bożej „Wszystkich Strapionych Radość” w Ciareniczach
  - Cerkiew Ikony Matki Bożej „Wszystkich Strapionych Radość” w Ciareniczach
- Parafia Narodzenia Najświętszej Maryi Panny w Ciareszkawiczach
  - Cerkiew Narodzenia Najświętszej Maryi Panny w Ciareszkawiczach
- Parafia Opieki Matki Bożej w Cielaszach
  - Cerkiew Opieki Matki Bożej w Cielaszach
- Parafia Smoleńskiej Ikony Matki Bożej w Cierusze
  - Cerkiew Smoleńskiej Ikony Matki Bożej w Cierusze
- Parafia Zaśnięcia Najświętszej Maryi Panny w Czaraciance
  - Cerkiew Zaśnięcia Najświętszej Maryi Panny w Czaraciance
- Parafia Tichwińskiej Ikony Matki Bożej w Czonkach
  - Cerkiew Tichwińskiej Ikony Matki Bożej w Czonkach
- Parafia Opieki Matki Bożej w Dauhalessiu
  - Cerkiew Opieki Matki Bożej w Dauhalessiu
- Parafia św. Katarzyny w Hadziczawie
  - Cerkiew św. Katarzyny w Hadziczawie
- Parafia Opieki Matki Bożej w Haławincach
  - Cerkiew Opieki Matki Bożej w Haławincach
- Parafia Narodzenia Najświętszej Maryi Panny w Hłybockaje
  - Cerkiew Narodzenia Najświętszej Maryi Panny w Hłybockaje
- Parafia Wniebowstąpienia Pańskiego w Hrabauce
  - Cerkiew Wniebowstąpienia Pańskiego w Hrabauce
- Parafia Opieki Matki Bożej w Jarominie
  - Cerkiew Opieki Matki Bożej w Jarominie
- Parafia Zaśnięcia Najświętszej Maryi Panny w Krasnaje
  - Cerkiew Zaśnięcia Najświętszej Maryi Panny w Krasnaje
- Parafia Świętego Ducha w Kraucouce
  - Cerkiew Świętego Ducha w Kraucouce
- Parafia Ikony Matki Bożej „Wszystkich Strapionych Radość” w Łapacinie
  - Cerkiew Ikony Matki Bożej „Wszystkich Strapionych Radość” w Łapacinie
- Parafia Kazańskiej Ikony Matki Bożej w Miczurynskiej
  - Cerkiew Kazańskiej Ikony Matki Bożej w Miczurynskiej
- Parafia Wniebowstąpienia Pańskiego w Nowej Hucie
  - Cerkiew Wniebowstąpienia Pańskiego w Nowej Hucie
- Parafia św. Nikifora w Pakalubiczach
  - Cerkiew św. Nikifora w Pakalubiczach
- Parafia Narodzenia Najświętszej Maryi Panny w Prybytkach
  - Cerkiew Narodzenia Najświętszej Maryi Panny w Prybytkach
- Parafia św. Mikołaja Cudotwórcy w Ramanawiczach
  - Cerkiew św. Mikołaja Cudotwórcy w Ramanawiczach
- Parafia Wniebowstąpienia Pańskiego w Rudni Marymonawie
  - Cerkiew Wniebowstąpienia Pańskiego w Rudni Marymonawie
- Parafia św. Maniefy Homelskiej w Sieurukach
  - Cerkiew św. Maniefy Homelskiej w Sieurukach
- Parafia św. Mikołaja Cudotwórcy w Starej Bielicy
  - Cerkiew św. Mikołaja Cudotwórcy w Starej Bielicy
- Parafia Świętej Trójcy w Szarpiłauce
  - Cerkiew Świętej Trójcy w Szarpiłauce
- Parafia Narodzenia Najświętszej Maryi Panny w Uryckaje
  - Cerkiew Narodzenia Najświętszej Maryi Panny w Uryckaje

## Galeria

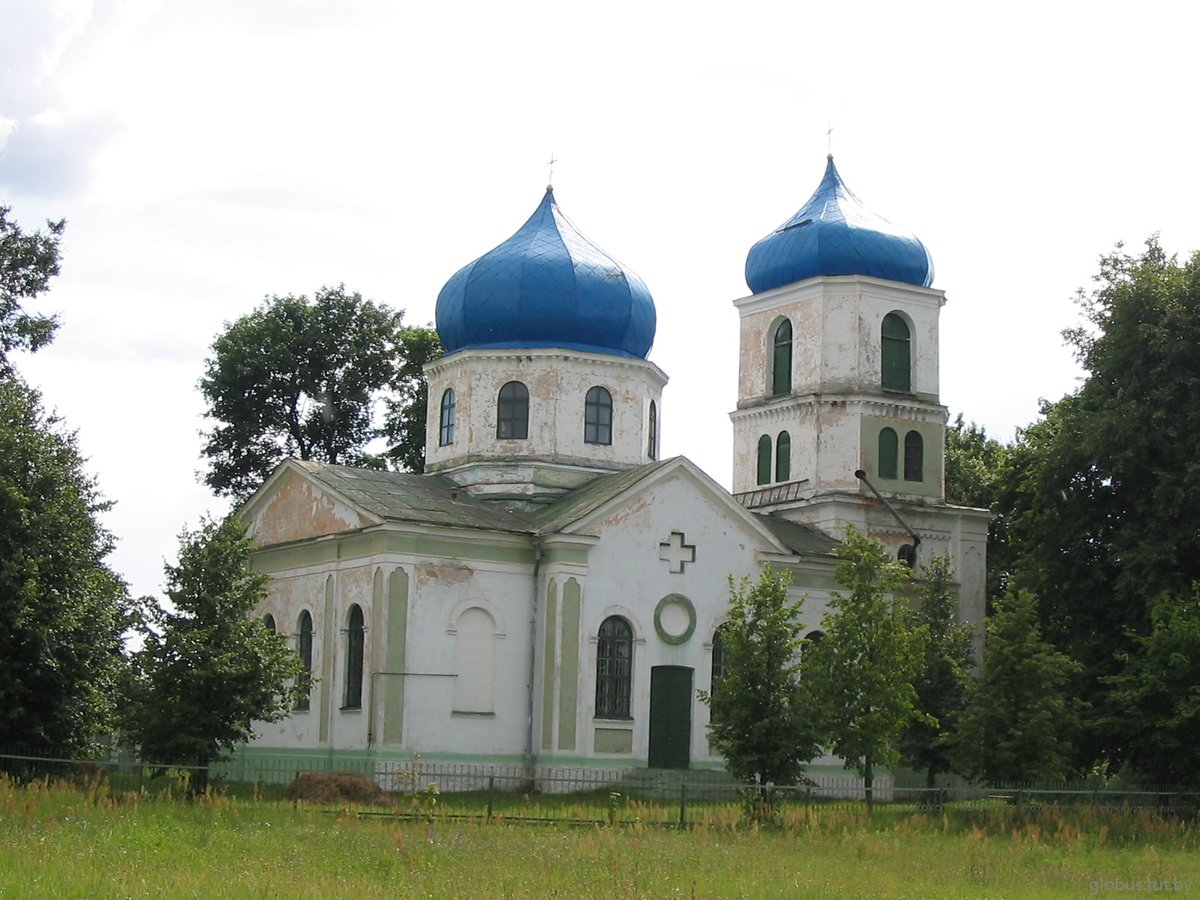
Cerkiew Zaśnięcia Najświętszej Maryi Panny w Czaraciance
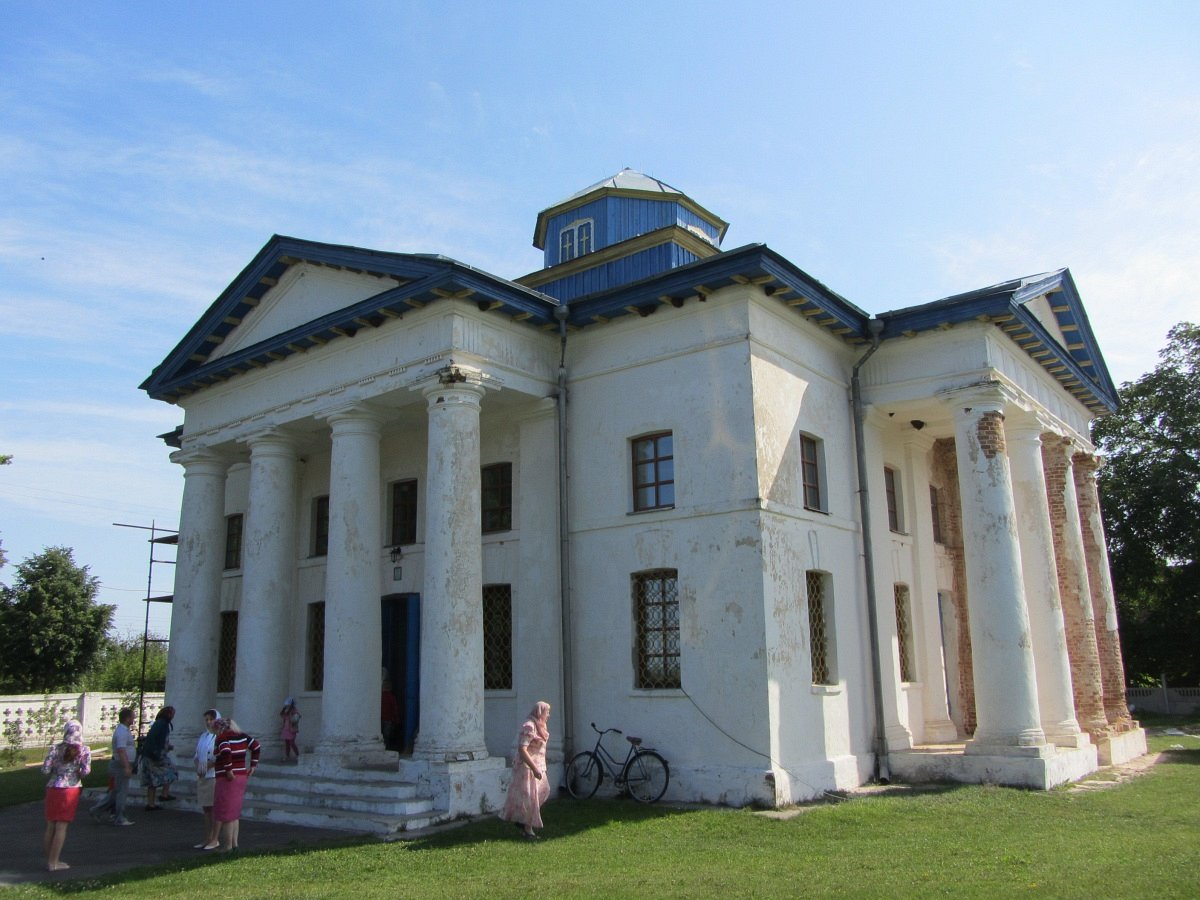
Cerkiew św. Katarzyny w Hadziczawie
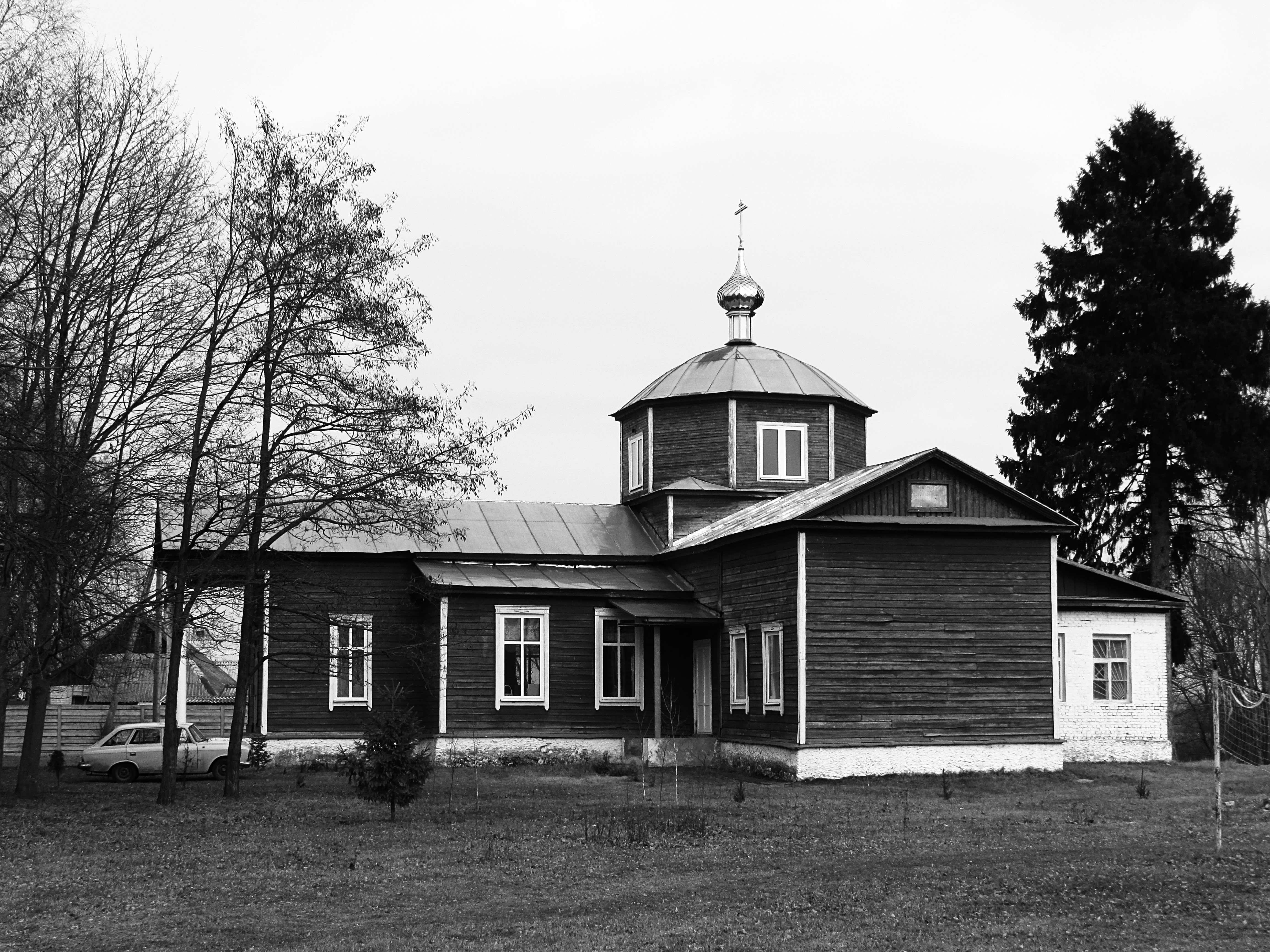
Cerkiew Opieki Matki Bożej w Haławincach
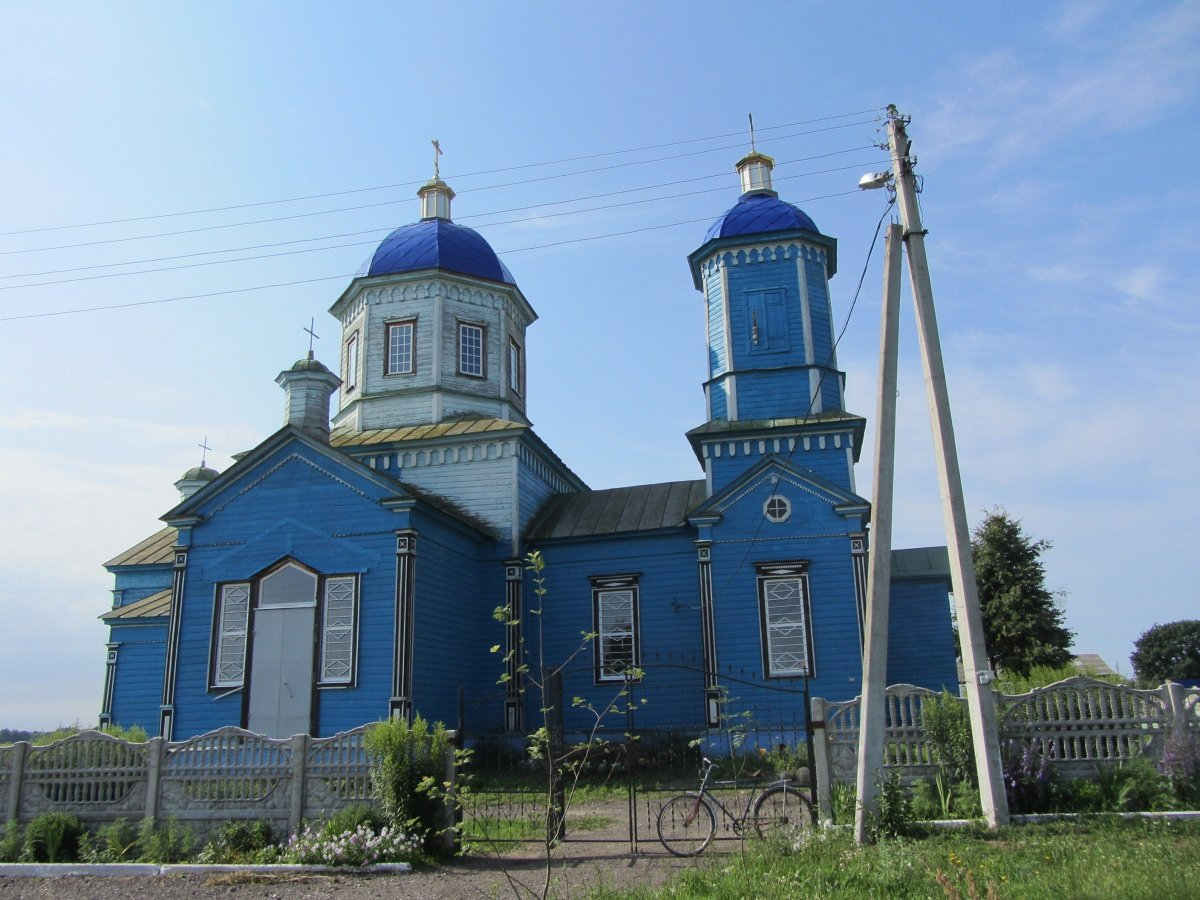
Cerkiew Narodzenia Najświętszej Maryi Panny w Hłybockaje
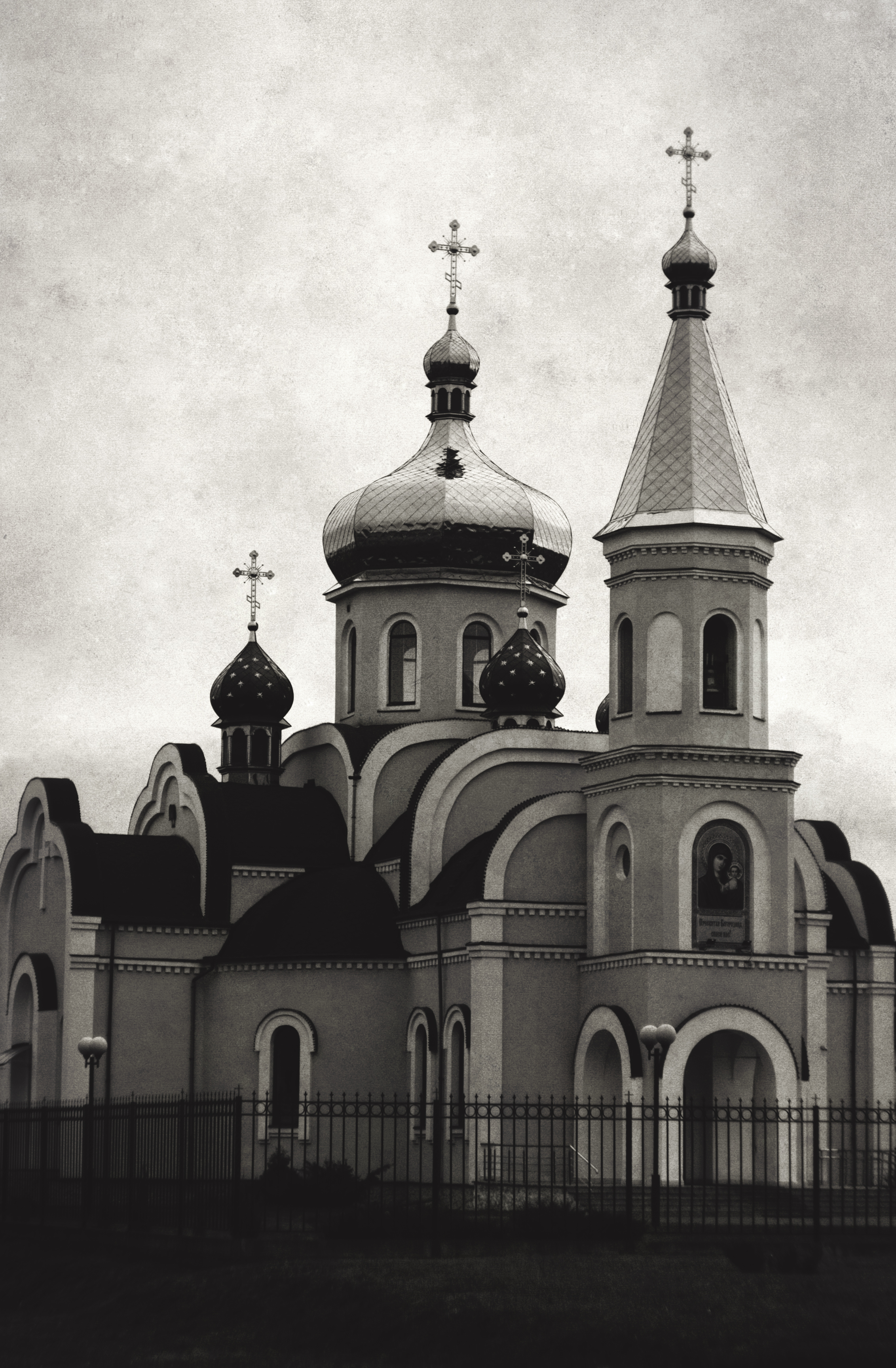
Cerkiew Kazańskiej Ikony Matki Bożej w Miczurynskiej
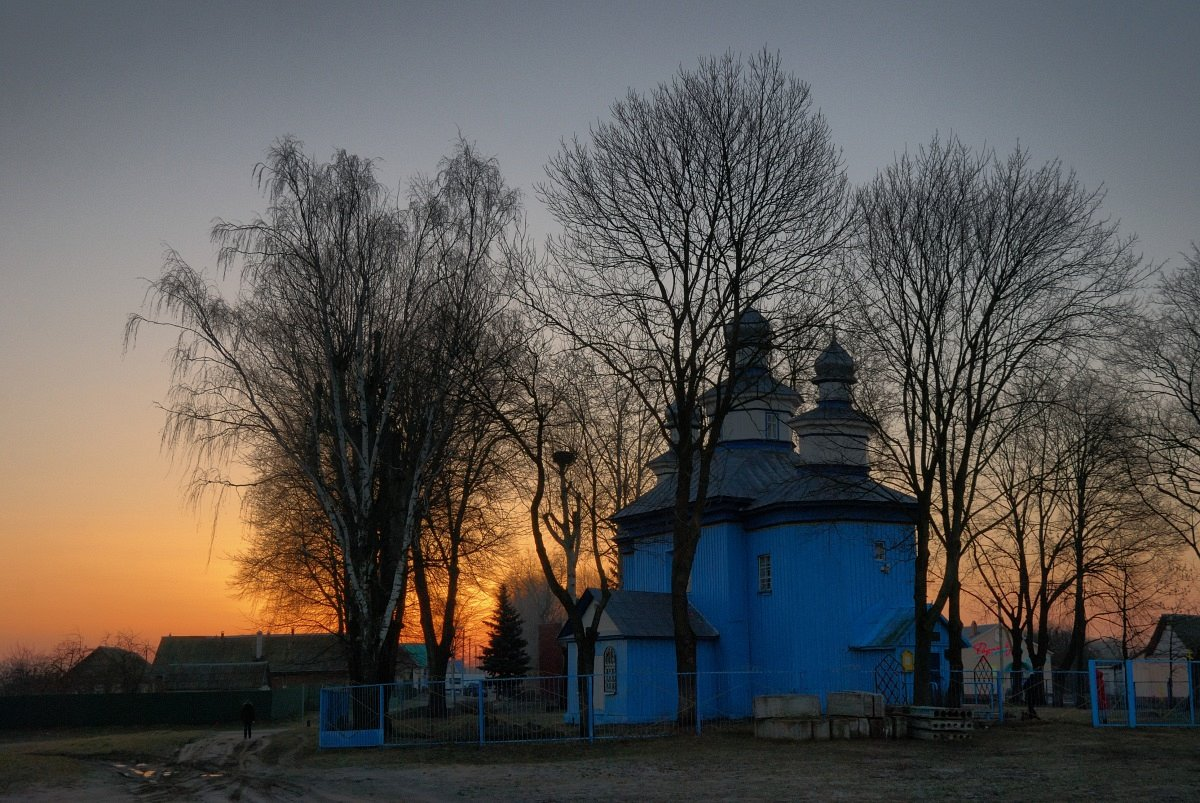
Cerkiew św. Mikołaja Cudotwórcy w Starej Bielicy